# Cabo Ruivo (metrostation)
Cabo Ruivo is een metrostation gelegen aan de Rode lijn van de metro van Lissabon. Het station werd op 7 november 1998 geopend.
Het is gelegen aan de Avenida de Pádua (kruispunt van de R. Dr. Costa Sacadura en de Av. Infante D. Henrique).
São Sebastião · Saldanha · Alameda · Olaias · Bela Vista · Chelas · Olivais · Cabo Ruivo · Oriente · Moscavide ·  Encarnação · Aeroporto